# История информационных технологий
Исто́рия информацио́нных техноло́гий берёт своё начало задолго до возникновения современной дисциплины информатика, появившейся в XX веке. Информационные технологии (ИТ) связаны с изучением методов и средств сбора, обработки и передачи данных с целью получения информации нового качества о состоянии объекта, процесса или явления.
Ввиду возрастания потребностей человечества в обработке всё большего объёма данных, средства получения информации совершенствовались от самых ранних механических изобретений до современных компьютеров. Также в рамках информационных технологий идёт развитие сопутствующих математических теорий, которые сейчас формируют современные концепции.

## Ранняя история

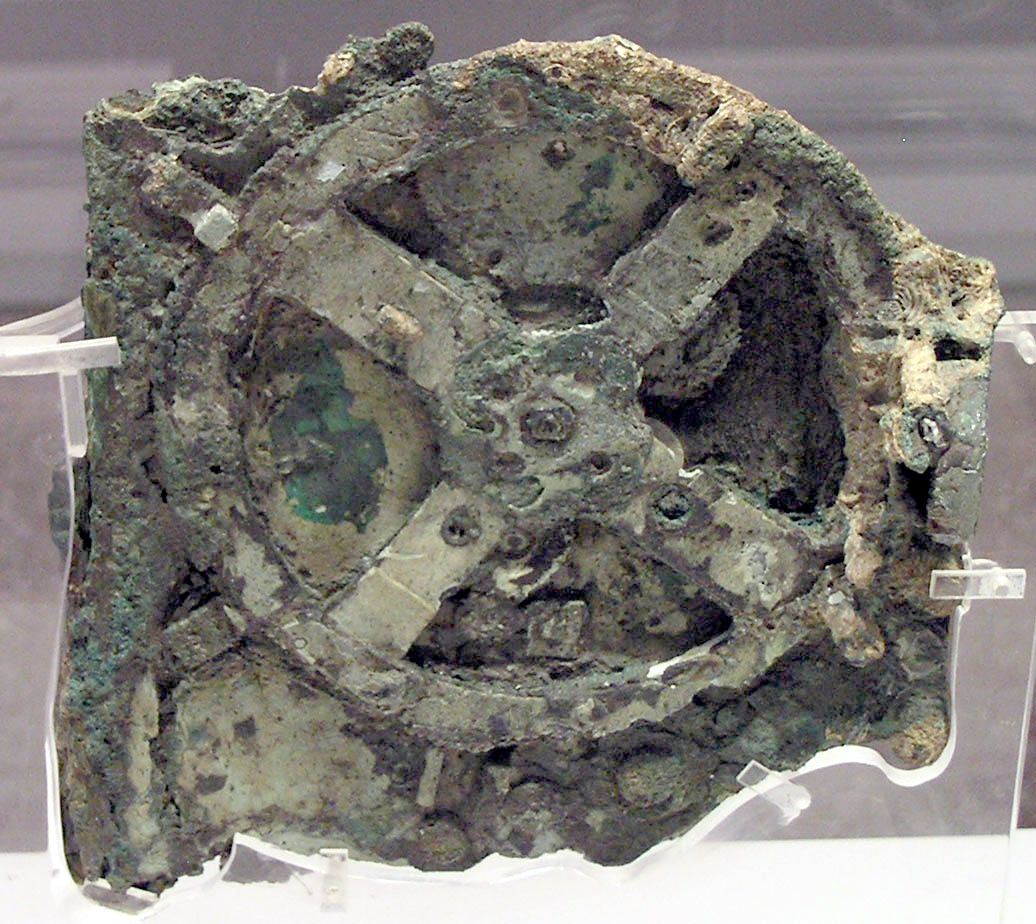
Антикитерский механизм, 100 год до н. э.

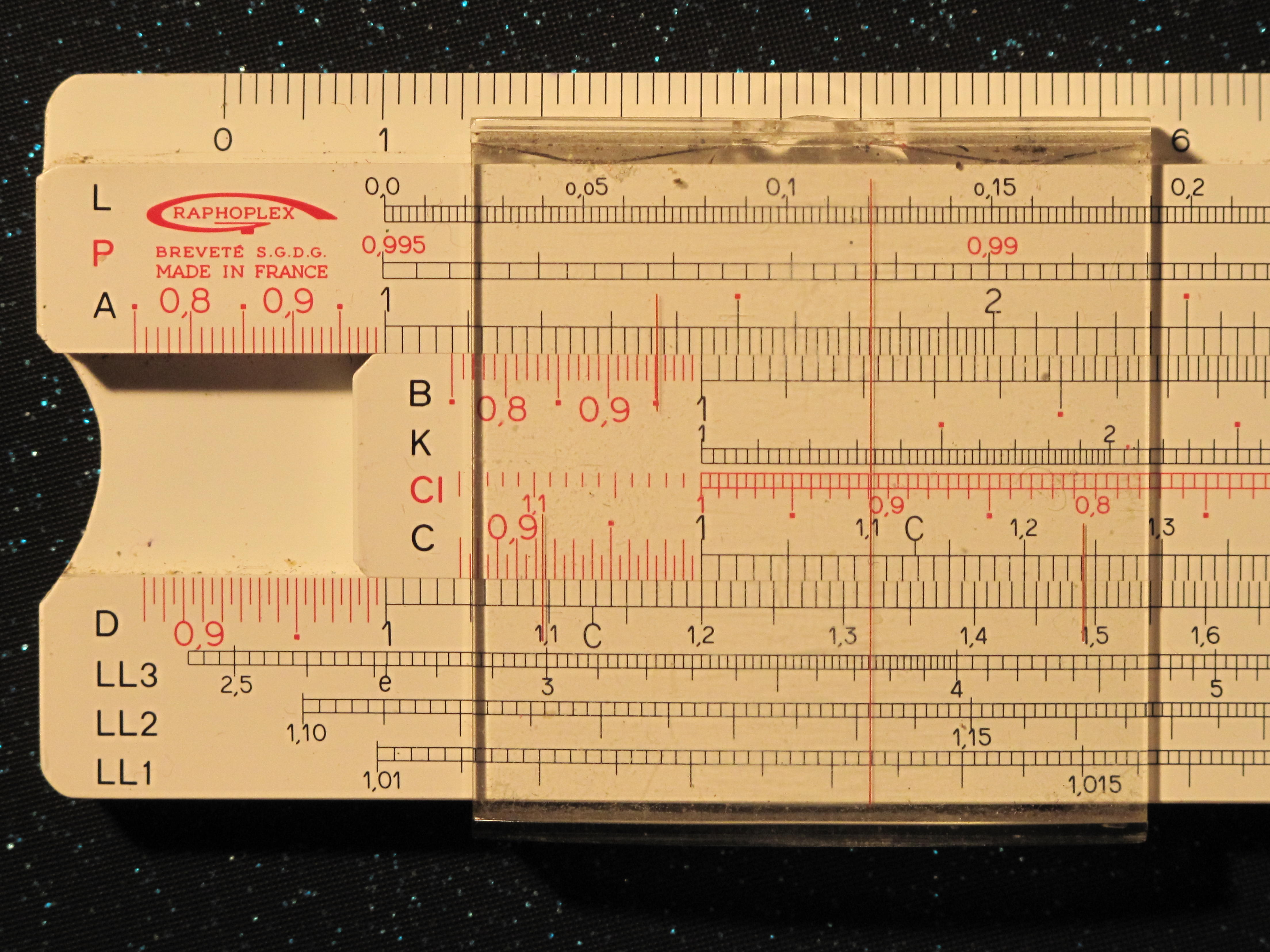
Логарифмическая линейка

Наиболее раннее упоминание об использовании вычислительных устройств приходится на период 2700—2300 до н. э. Тогда в древнем Шумере был распространён абак. Он состоял из доски с начерченными линиями, которые разграничивали последовательность порядков системы счисления. Изначальный способ использования шумерского абака заключался в начертании линий на песке и гальке. Модифицированные абаки использовались также, как современные калькуляторы.
Антикитерский механизм считается самым ранним из известных механических аналогов компьютера. Он был предназначен для расчёта астрономических позиций. Такой механизм был обнаружен в 1901 году на развалинах греческого острова Андикитира между Китирой и Критом и был датирован 100 г. до н. э. Технологические артефакты подобной сложности больше не появлялись до XIV века, когда в Европе были изобретены механические астрономические часы.
Механические аналоговые вычислительные устройства появились сотни лет спустя в средневековом исламском мире. Примерами устройств этого периода являются экваториум изобретателя Аз-Заркали, механический мотор астролябии Абу Райхан аль-Бируни и торкветум Джабир ибн Афлаха. Мусульманские инженеры построили ряд автоматов, в том числе музыкальных, которые могут быть «запрограммированы», чтобы играть различные музыкальные композиции. Эти устройства были разработаны братьями Бану Муса и Аль-Джазари. Мусульманскими математиками также сделаны важные достижения в области криптографии и криптоанализа, а также частотного анализа Аль-Кинди.
После того, как в начале XVII века Джон Непер открыл логарифмы для вычислительных целей, последовал период значительного прогресса среди изобретателей и учёных в создании инструментов расчёта. В 1623 году Вильгельм Шиккард разработал вычислительную машину, но отказался от проекта, когда прототип, который он начал строить, был уничтожен пожаром в 1624 году. Около 1640 года Блез Паскаль, ведущий французский математик, построил первое механическое устройство сложения. Структура описания этого устройства основана на идеях греческого математика Герона. Затем, в 1672 году, Готфрид Вильгельм Лейбниц изобрёл ступенчатый калькулятор, который он собрал в 1694 году.
В 1837 году Чарльз Бэббидж описал свою первую аналитическую машину, которая считается наиболее ранней конструкцией современного компьютера. Аналитическая машина имела расширяемую память, арифметическое устройство и логические схемы с возможностью интерпретировать язык программирования с циклами и условными ветвлениями. Хотя она не была построена, проект был хорошо изучен и отражал идею полноты по Тьюрингу. Аналитическая машина имела бы объём памяти меньше 1 килобайта и тактовую частоту меньше 10 Гц.
Для возможности создания первого современного компьютера ещё требовалось значительное развитие теории математики и электроники.

### Бинарная логика
В 1703 году Готфрид Вильгельм Лейбниц разработал формальную логику, математический смысл которой описан в его трудах и заключается в сведении логики к бинарной системе счисления. В ней единицы и нули формально представляют истинное и ложное значения или включённое и выключенное состояние некоторого элемента, могущего быть в двух состояниях. Эти работы намного опередили работы Джорджа Буля, опубликовавшего свои результаты в 1854 г. Сейчас алгебра высказываний Буля называется булевой — математически полная алгебраическая система. Новый импульс развитию булевой алгебры дал Клод Шеннон в работах 1933 г., где показал, что состояния и переходы между состояниями релейных переключающих схем могут быть формально описаны в терминах булевой алгебры и для их анализа и синтеза пригоден математический аппарат булевой алгебры, к тому времени хорошо развитый. И сейчас булева алгебра — основа для логического проектирования процессоров, видеокарт и многих других систем и устройств бинарной логики.
К этому времени было изобретено первое механическое устройство, управляемое бинарной схемой. Промышленная революция дала толчок механизации многих задач, включая ткачество. Перфокарты контролировали работу ткацких станков Жозефа Мари Жаккара, где перфорированное отверстие на карте означало бинарную единицу, а неперфорированное место означало бинарный ноль. Благодаря перфокартам станки имели возможность воспроизводить сложнейшие узоры. Ткацкий станок Жаккара был далек от того, чтобы называться компьютером, но он показывает, что бинарная система могла быть использована для управления механизмами.

## Становление дисциплины

### Пионеры вычислительной техники

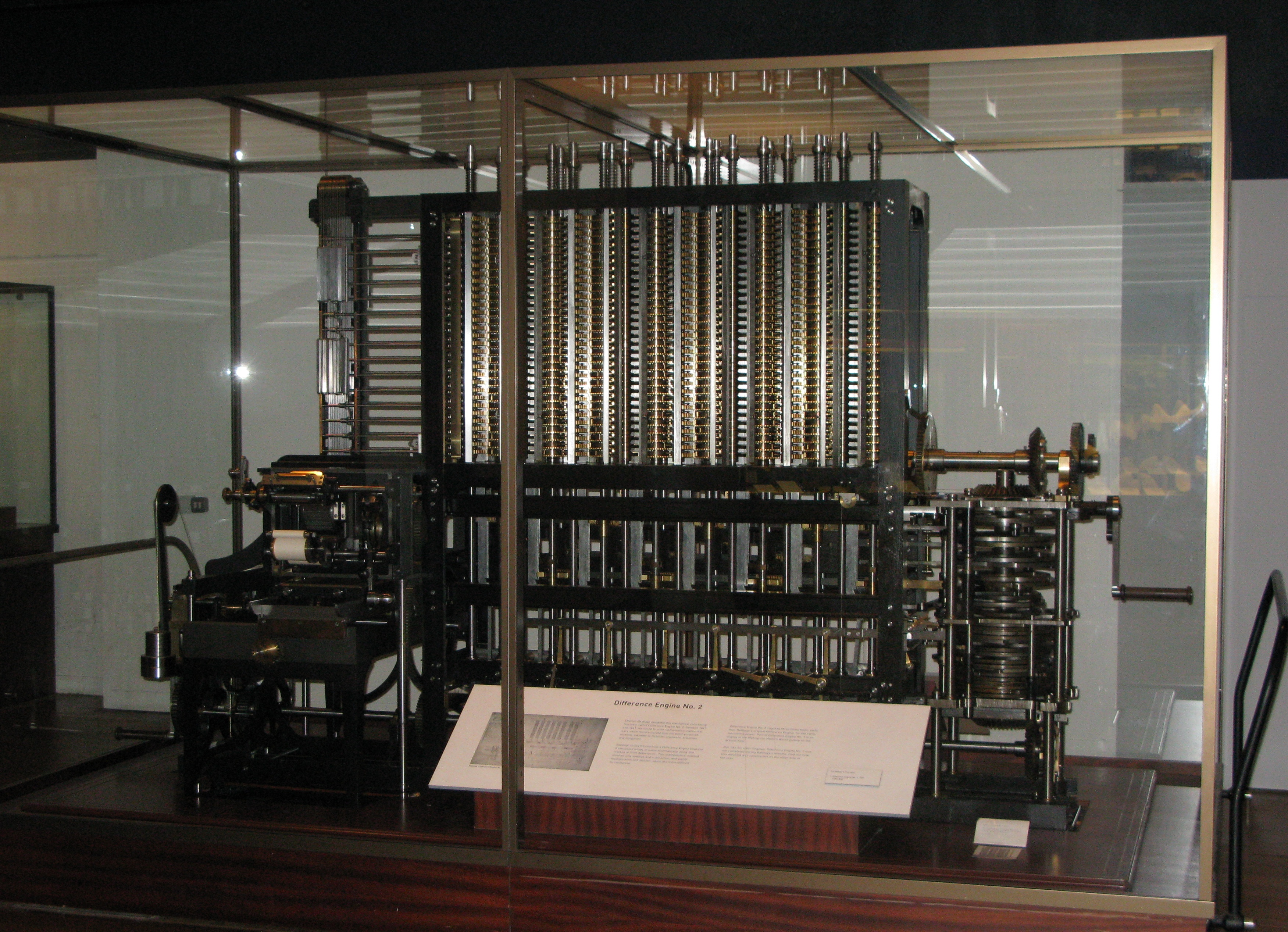
Аналитическая машина Бэббиджа

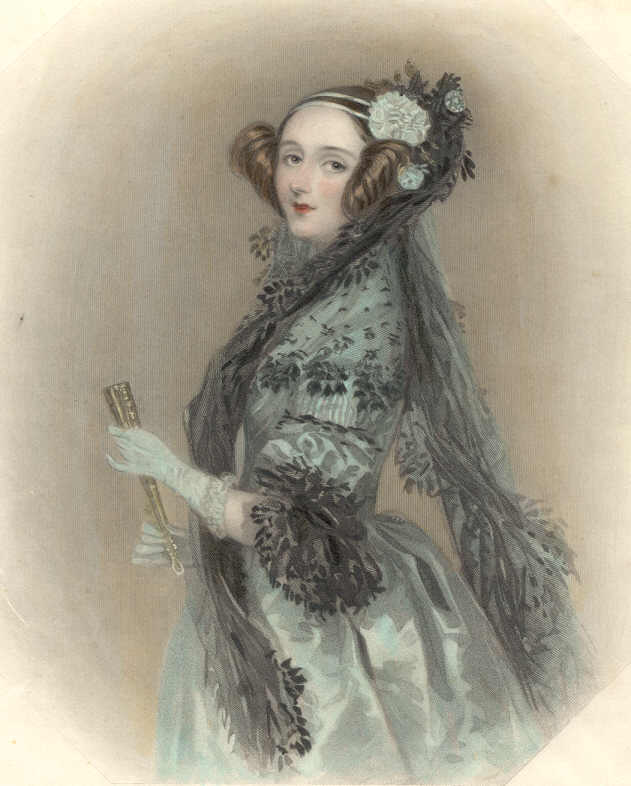
Ада Лавлейс

Чарльз Бэббидж считается пионером вычислительной техники. Бэббидж имел чёткое представление о механических вычислениях чисел и таблиц. С 1810-х годов он начал воплощать свои идеи в реальность, разработав калькулятор для вычисления чисел до 8 знаков после запятой. Продолжая успех этой идеи, Бэббидж работал над созданием машины, которая могла вычислять числа до 20 знаков после запятой. К 1830 году Бэббидж придумал план, как разработать машину, которая могла использовать перфокарты для выполнения арифметических операций. Предполагалось, что машина должна хранить числа в блоках памяти и содержать форму последовательного управления. Это означает, что операции должны проводиться последовательно таким образом, чтобы машина возвращала ответ в виде удачи или неудачи. Эта машина стала известной как «аналитическая машина», которая стала первым прототипом современного компьютера. Гораздо позже, 21 января 1888, прошло частичное испытание «Аналитической машины Бэббиджа», которую построил его сын. На этом устройстве было успешно вычислено число Пи с точностью до 29 знаков.
Пионером компьютерного программирования является Ада Лавлейс. Лавлейс начала работать у Чарльза Бэббиджа в качестве помощницы, в то время как Бэббидж работал над «Аналитической машиной». За время работы с Бэббиджем Ада Лавлейс стала разработчиком первого компьютерного алгоритма, который мог вычислить числа Бернулли. Кроме того, результатом её работы с Бэббиджем было предсказание того, что компьютеры будут не только выполнять математические расчёты, но и манипулировать различными символами, не только математическими. Она не могла видеть результаты своей работы, так как «аналитическая машина» не была создана при её жизни, но начиная с 1940-х годов, её усилия не остались незамеченными.
До 1920-х годов компьютерами (что-то вроде вычислительной машины) были клерки, выполнявшие вычисления. Много тысяч таких компьютеров было занято в коммерции, работали в правительстве и научно-исследовательских учреждениях. «Компьютерами», в большинстве своём, являлись женщины, которые имели специальное образование. Некоторые выполняли астрономические вычисления для календарей.
Математические основы современной информатики были заложены Куртом Гёделем в его теореме о неполноте (1931). В этой теореме, он показал, что существуют пределы того, что может быть доказано и опровергнуто с помощью формальной системы. Это привело к определению и описанию Гёделем и другими формальных систем, в том числе были определены такие понятия, как μ-рекурсивная функция и λ-определимые функции.
1936 был ключевым годом для информатики. Алан Тьюринг и Алонзо Чёрч параллельно друг с другом представили формализацию алгоритмов с определением пределов того, что может быть вычислено, и «чисто механическую» модель для вычисления.

### Алан Тьюринг и его аналитическая машина

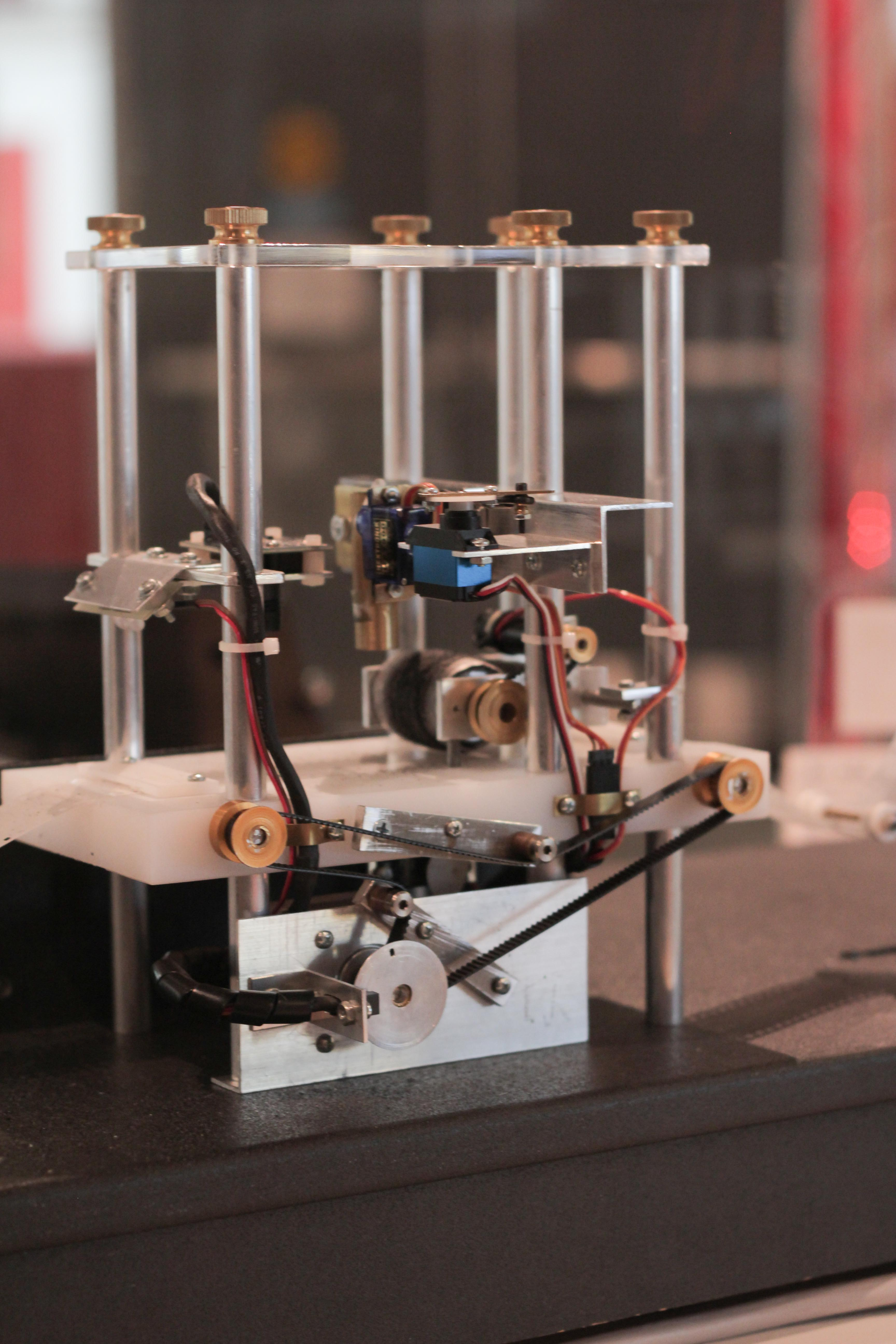
Модель машины Тьюринга, воссозданная Майком Давье в 2012 году

После 1920-х годов выражение вычислительная машина относят к любым машинам, которые выполняли работу человека-компьютера, особенно к тем, которые были разработаны в соответствии с эффективными методами тезиса Чёрча — Тьюринга. Этот тезис формулируется как: «Всякий алгоритм может быть задан в виде соответствующей машины Тьюринга или частично рекурсивного определения, а класс вычислимых функций совпадает с классом частично рекурсивных функций и с классом функций, вычислимых на машинах Тьюринга». По-другому, тезис Чёрча-Тьюринга определяется как гипотеза о природе механических устройств расчётов, таких как электронно-вычислительные машины. Любое возможное вычисление может быть выполнено на компьютере, при условии, что в нём достаточно времени и места для хранения.
Механизмы, работающие над вычислениями с бесконечностями, стали известны как аналоговый тип. Значения в таких механизмах представлялись непрерывными числовыми величинами, например, угол вращения вала или разность электрического потенциала.
В отличие от аналоговых, цифровые машины имели возможность представлять состояние числового значения и хранить отдельно каждую цифру. Цифровые машины использовали различные процессоры или реле до изобретения устройства с оперативной памятью.
Название вычислительная машина с 1940-х начало вытесняться понятием компьютер. Те компьютеры были в состоянии выполнять вычисления, которые раньше выполняли клерки. Начиная с того, как значения перестали зависеть от физических характеристик (как в аналоговых машинах), логический компьютер, основанный на цифровом оборудовании, был в состоянии сделать всё, что может быть описано чисто механической системой.
В 1937 году Алан Тьюринг представил свою идею того, что сейчас называется машиной Тьюринга. Теоретическая машина Тьюринга стала гипотетическим устройством, теоретизированным для того, чтобы изучать свойства такого оборудования. Предвидя современные компьютеры, которые имеют возможность хранить программы, он описал то, что стало известно, как Универсальная машина Тьюринга.
Машины Тьюринга были разработаны, чтобы формально математически определить, что может быть вычислено с учётом ограничений на вычислительную способность. Если машина Тьюринга может выполнить задачу, то задача считается вычислимой по Тьюрингу. Тьюринг в основном сосредоточился на проектировании машины, которая могла определить, что может быть вычислено. Тьюринг сделал вывод, что, пока существует машина Тьюринга, которая могла бы вычислять приближение числа, это значение исчислимо. Кроме того, машина Тьюринга может интерпретировать логические операторы, такие как AND, OR, XOR, NOT, и «Если-То-Иначе», чтобы определить, является ли функция вычислимой.
На симпозиуме по крупномасштабной цифровой технике в Кембридже Тьюринг сказал: «Мы пытаемся построить машину, чтобы делать различные вещи просто путём программирования, а не путём добавления дополнительного оборудования».

### Шеннон и теория информации
До и во время 1930-х годов инженеры-электрики смогли построить электронные схемы для решения математических и логических задач, но большинство из них делали это  специальным образом, не имея никакой теоретической строгости. Все изменилось с публикацией диссертации магистра 1937 году Клода Э́лвуда Ше́ннона на тему: Символический анализ релейных соединений и соединение с коммутацией каналов (A Symbolic Analysis of Relay and Switching Circuits). Шеннон, находящийся под воздействием работы Буля, признал, что она может быть использована для организации электромеханических реле для решения логических задач (затем стала использоваться в телефонных коммутаторах). Эта концепция (об использовании свойств электрических переключателей) лежала в основе всех электронных цифровых вычислительных машин.
Шеннон основал новый раздел информатики — теория информации. В 1948 году он опубликовал статью под названием Математическая теория связи. Идеи из этой статьи применяются в теории вероятностей к решению проблемы, как лучше кодировать информацию, которую хочет передать отправитель. Эта работа является одной из теоретических основ для многих областей исследований, в том числе сжатие данных и криптография.

### Винер и кибернетика
Из экспериментов с зенитными системами, которые интерпретировали радиолокационные изображения для обнаружения вражеских самолётов, Норберт Винер ввёл термин кибернетика от др.-греч. κυβερνητική «искусство управления». Он опубликовал статью «Кибернетика» в 1948 году, что повлияло на появление искусственного интеллекта. Винер также сравнил вычисления, вычислительную технику, устройства памяти и другие когнитивно сходные понятия со своего рода анализом мозговых волн.

### Джон фон Нейман и архитектура фон Неймана
В 1946 году была создана модель компьютерной архитектуры, которая стала известна как архитектура фон Неймана. С 1950 года модель фон Неймана обеспечила единство конструкций последующих компьютеров. Архитектура фон Неймана считалась новаторской, поскольку фон Нейман ввёл представление, позволяющее использовать машинные команды и распределять области памяти. Модель Неймана состоит из 3 основных частей: арифметическо-логическое устройство (АЛУ), память(ОП) и блок управления памятью.
В конструкции машины фон Неймана используется RISC архитектура (сокращенный набор команд), что означает использование набора 21 команд для выполнения всех задач. В отличие от RISC, CISC(сложный набор инструкций вычислений) имеет больше инструкций, из которых можно выбирать. Набор команд составлял адреса, операции и типы данных. В архитектуре фон Неймана оперативная память вместе с аккумулятором (регистр, который содержит результат логических операций) являются двумя адресуемыми блоками памяти.
Операции могут быть выполнены в качестве простых арифметических выражений (они выполняются АЛУ и включают сложение, вычитание, умножение и деление), условных переходов и логических ходов между различными компонентами машины (сейчас они чаще именуются, как условные переходы «if» или «while» циклы, переходы «goto»). Архитектура фон Неймана принимает фракции и инструкции как типы данных. Наконец, как архитектура фон Неймана является простой, так и её регистры управляются также просто. Архитектура использует набор из семи регистров, чтобы манипулировать и интерпретировать полученные данные и инструкции. Эти регистры включают: IR (регистр команд), IBR (регистр — буфер инструкций), MQ (регистр множителя/частного), MAR (регистр адреса ЗУ) и MDR (память данных регистра). Архитектура также использует программный счётчик (РС), чтобы отслеживать, где на какой стадии находится программа.

## Развитие аппаратного обеспечения

### Первое и второе поколения компьютеров
В 1941 году Конрад Цузе разработал первый в мире функциональный программно-управляемый Тьюринг-полный компьютер, Z3. Цузе отметил, что вычислительная машина Z2 считается первым компьютером с контролируемым процессом. В 1941 году он основал одно из первых компьютерных предприятий по производству Z4, который стал первым коммерческим компьютером в мире. В 1946 году он разработал первый язык программирования высокого уровня, Планкалкюль. В 1969 году Цузе предложил концепцию цифровой физики в своей книге Rechnender Raum (Calculating Space)
В 1944 году запущен Марк I — первый американский программируемый компьютер. А в 1948 году был построен «Манчестерский ребёнок» — первый основанный на модели машины Тьюринга практический компьютер, способный запускать хранимые программы.

Страница из журнала электромеханического компьютера Гарвард Марк II, показывающая мертвого мотылька, который был изъят из устройства

9 сентября 1945 г. ученые Гарвардского университета, тестировавшие вычислительную машину Mark II Aiken Relay Calculator, нашли мотылька, застрявшего между контактами электромеханического реле. Насекомое было вклеено в технический журнал с сопроводительной надписью: «First actual case of bug being found».
Термин «баг» часто, но ошибочно, относят к Грейс Хоппер, будущему контр-адмиралу ВМС США, которая якобы нашла «баг» 9 сентября 1945 г. Согласно другим сообщениям, фактическая дата была 9 сентября 1947, когда операторы подали рапорт об этом «инциденте», наряду с насекомым было представлено и сообщение «Была найдена первая фактическая ошибка».
Первой электронной вычислительной машиной обычно называют ЭНИАК (Electronical Numerical Integrator and Calculator), разработка которой велась под руководством Джон Мокли и Д. Эккерта и закончилась в 1946 г., хотя приоритет Мокли и Эккерта по решению суда в 1973 г. оспорен Д. Атанасовым. Машина ЭНИАК была установлена в Пенсильванском университете. Она состояла из 18000 электронных ламп и 1500 реле и потребляла около 150 кВт электроэнергии. Программное управление последовательностью выполнения операций осуществлялось с помощью штекеров и наборных полей, как в счётно-аналитических машинах. Настроить ENIAC на какую-нибудь задачу означало вручную изменить подключение 6000 проводов. Все эти провода приходилось вновь переключать, когда нужно было решать другую задачу. 2 октября 1955 ENIAC была остановлен.
В 1950 году в Национальной физической лаборатории (Великобритания) завершен Pilot ACE, программируемый компьютер небольших масштабов, основанный на модели машины Тьюринга.
Среди других значительных разработок компания IBM 13 сентября 1956 представила первый накопитель на жёстких магнитных дисках («винчестер») RAMAC объёмом 5 Мегабайт, 12 сентября 1958 в компании Texas Instruments заработала первая микросхема (изобретателями микросхемы считают Джека Килби и одного из основателей Intel Роберта Нойса).

### Третье и последующие поколения компьютеров
В 1985 году корпорация Intel представила новый процессор 80386 с рабочей частотой 12 МГц.
3 апреля 1986 корпорация IBM объявляет о выпуске первой модели портативного компьютера (лэптопа): IBM 5140, или IBM PC Convertible на процессоре Intel 8088.
Компания Compaq выпускает первый компьютер на процессоре 80386.
В 1987 году корпорация IBM выпустила серию компьютеров IBM PS/2, которая, однако, не повторила успеха своего предшественника IBM PC. Младшая модель Model 30 представляла собой аналог IBM PC и была укомплектована процессором 8086 с частотой 8МГц, 640 Кбайт оперативной памяти, жёстким диском на 20 Мбайт, 3,5-дюймовым дисководом для дискет емкостью 720 кбайт. На некоторых компьютерах установлен первый вариант операционной системы OS/2, разработанной совместно IBM и Microsoft. Шведский Национальный Институт Контроля и Измерений утвердил стандарт MRP — первый стандарт допустимых значений излучений мониторов. U. S. Robotics представил модем Courier HST 9600 (скорость — 9600 бод).

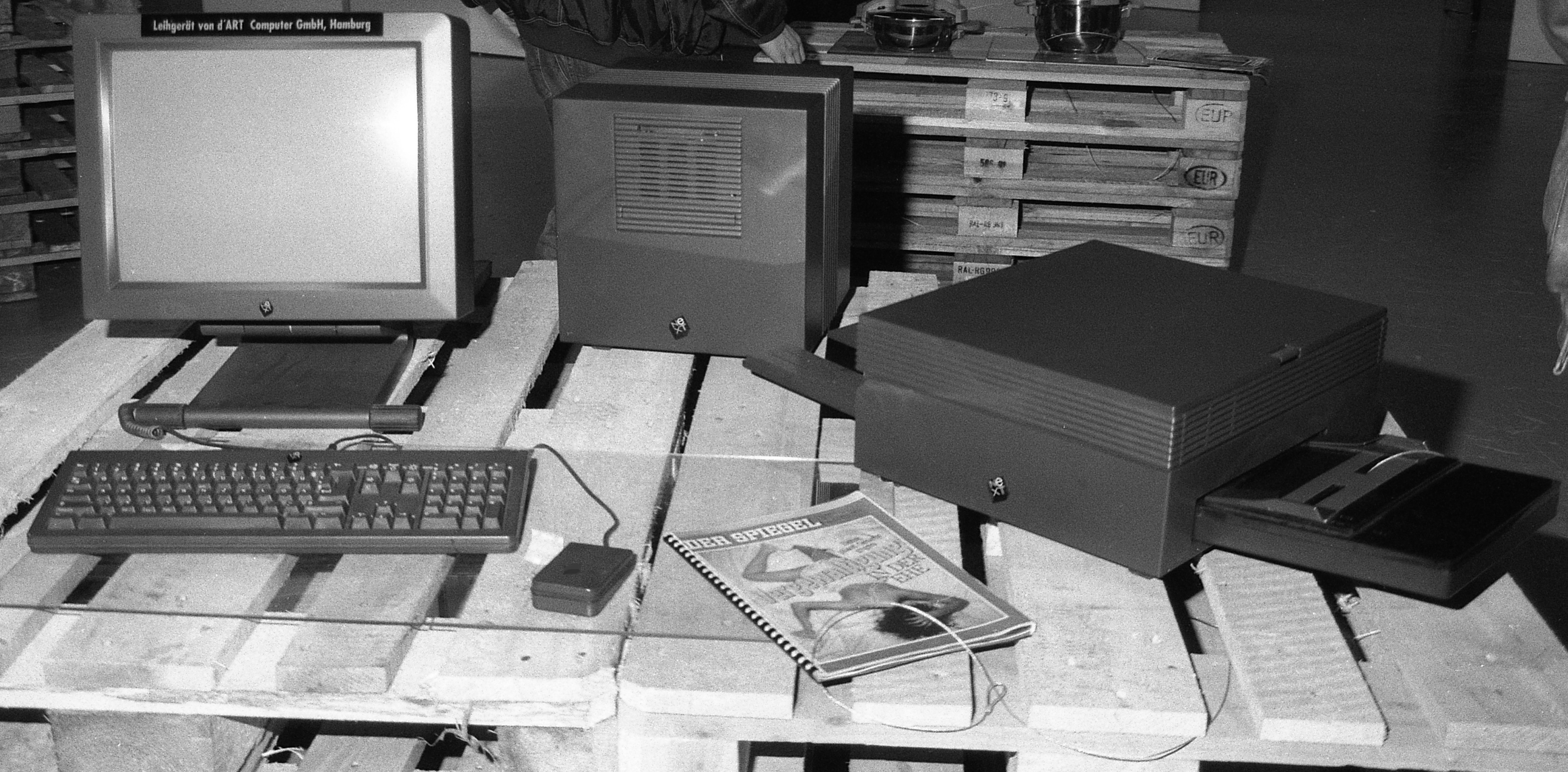
NeXTCube, 1992

В 1988 году Compaq выпустил первый компьютер с оперативной памятью 640 кбайт — стандартная память для всех последующих поколений DOS. Intel представил «урезанный» вариант процессора класса 386 — 80386SX (с отключённым сопроцессором). Рабочие частоты — 16— 33 МГц, производительность 2—3 млн операций в секунду. В этом же году Hewlett-Packard выпустил первый струйный принтер серии DeskJet, а компанией Tandy — первый диск CD-RW. Компания NeXT выпустила первую рабочую станцию NeXT, оснащенную новым процессором Motorola, с фантастическим объемом оперативной памяти (8 Мбайт), 17-дюймовым монитором и жёстким диском на 256 Мбайт. На компьютерах был установлен первый вариант операционной системы NeXTStep. Рабочие станции NeXT второго поколения были созданы в 1990 году. Новая линейка включала переработанный компьютер NeXT, названный NeXTcube и NeXTstation, названный «плита», использовавший форм-фактор «коробки пиццы».
Далее, в 1989 году, Creative Labs представил Sound Blaster 1.0, 8-битную монофоническую звуковую карту для PC. Intel выпустил первую модель процессора семейства 486DX (1,25 миллиона транзисторов, в позднейших моделях — до 1,6) с частотой 20 МГц и скоростью вычислений в 20 млн операций в секунду. IBM выпустил первый винчестер емкостью в 1 Гбайт— «модель 3380» весом более 250 кг и стоимостью 40 000 долл. Рождение стандарта SuperVGA (разрешение 800x600 точек с поддержкой 16 тысяч цветов).
А в 1990 году Intel представил новый процессор — 32-разрядный 80486SX. Скорость — 27 млн операций в секунду. В этом же году созданы MSDOS 4.01 и Windows 3.0. IBM ввёл новый стандарт видеоплат — XGA — в качестве замены традиционному VGA (разрешение 1024x768 точек с поддержкой 65 тысяч цветов). Разработана спецификация стандарта интерфейса SCSI-2.
Apple представил первый монохромный ручной сканер в 1991 г. AMD выпустил усовершенствованные «клоны» процессоров Intel — 386DX с тактовой частотой 40 МГц, a Intel — процессор 486 SX с частотой 20 МГц (около 900 000 транзисторов). Утверждён первый стандарт мультимедиакомпьютера, созданный Microsoft в содружестве с рядом крупнейших производителей ПК — МРС. Первая стерео музыкальная карта — 8-битный Sound Blaster Pro. IBM представил первый ноутбук с экраном на основе активной цветной жидкокристаллической матрицы (AC LCD) — Thinkpad 700C.
В 1992 году NEC выпустил первый привод CD-ROM с удвоенной скоростью. Intel представил процессор 486DX2/40 с «удвоением» частоты системной шины (1,25 млн транзисторов). Скорость — 41 млн операций в секунду. Одновременно Cyrix выпустил на рынок «урезанный» процессор 486SLC (с отключённым сопроцессором).

## История информационных технологий в СССР

### Советские ЭВМ
Основные универсальные ЭВМ первого и второго поколений разрабатывались в СССР по оригинальным проектам отечественных специалистов, которые были созданы параллельно мировым, но со своими особенностями. Основные работы велись в ИТМиВТ, Киевском институте кибернетики, ИНЭУМ, СКБ-245.
В 1948 году был создан Институт точной механики и вычислительной техники (ИТМ и ВТ) АН СССР, который возглавил специалист в области машин и механизмов Н. Г. Бруевич. 17 декабря 1948 года издано Постановление Совета Министров СССР № 4663-1829 о создании Специального конструкторского бюро № 245 (СКБ-245) при московском заводе САМ. Его задачей стала разработка и обеспечение изготовления средств вычислительной техники для систем управления оборонными объектами.
Весь 1949 год в СССР велась подготовка к разработке первых больших вычислительных машин. Разрабатывались два варианта ЭВМ — один в Академии наук (ИТМиВТ), а второй — в министерстве машиностроения и приборостроения. В ИТМиВТ с начала 1949 года после появления первых сведений об американской машине ЭНИАК (ENIAC) велась работа по макетированию отдельных элементов ЭВМ. Были опробованы различные варианты триггерных схем, разработаны схемы счётчиков, сумматоров, дешифраторов. Состояние триггерных схем определялось с помощью неоновых лампочек. В начале 1950 года директором ИТМиВТ стал академик М. А. Лаврентьев, а С. А. Лебедев с 16 марта 1950 года был назначен начальником лаборатории № 1 Института, оставаясь также начальником лаборатории киевского института электротехники АН УССР, где коллектив под его руководством заканчивал работу над МЭСМ.. В лаборатории № 1 ИТМиВТ были созданы проекты таких ЭВМ, как БЭСМ, БЭСМ-2, М-20, БЭСМ-6, ЭВМ серии «Эльбрус» (по аналогии с серией американских машин IBM-360).
Под руководством Лебедева в институте электротехники АН УССР в период 1948—1951 г.г. создавалась первая отечественная вычислительная машина МЭСМ — малая электронная счётная машина первого поколения (1951 год). Архитектура и принципы построения МЭСМ были аналогичными тем, которые ранее уже использовались в ЭНИАКе, хотя Лебедев не был знаком с архитектурой фон Неймана. Параллельно с работой в Киеве С. А. Лебедев руководил разработкой большой электронной счётной машины БЭСМ в ИТМиВТ. Первая модель БЭСМ имела сниженное быстродействие, около 2000 операций в секунду. Было создано 7 экземпляров БЭСМ-2 на Казанском заводе счётно-аналитических машин. Вариант БЭСМ, БЭСМ-4, была разработана на полупроводниковой элементной базе (главный конструктор О. П. Васильев, научный руководитель С. А. Лебедев).

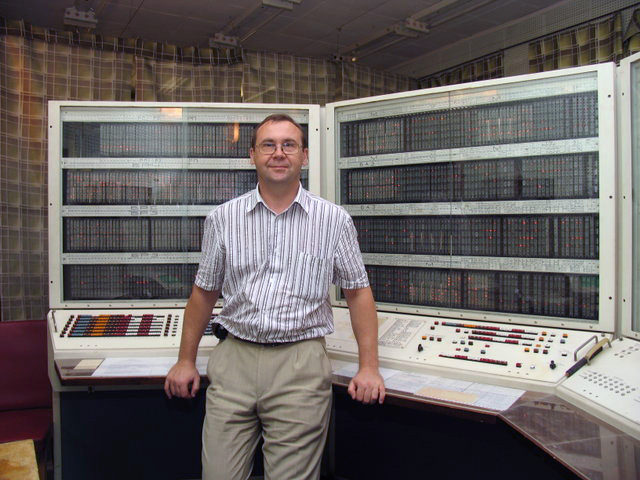
«БЭСМ-6», установленная в Сосновом Бору. Одна из последних сохранившихся ЭВМ типа БЭСМ.

М-20 (главный конструктор С. А. Лебедев) — одна из лучших машин первого поколения (1958 год). М-40 — компьютер, созданный в 1960 году и считающийся первым «Эльбрусом» на вакуумных лампах (главный конструктор С. А. Лебедев, его заместитель В. С. Бурцев). В 1961 году зенитная ракета, управляемая компьютером М-40, на испытаниях успешно сбивает межконтинентальную баллистическую ракету, способную нести ядерное оружие.
Вершиной научных и инженерных достижений С. А. Лебедева стала БЭСМ-6, первый образец машины был создан в 1967 г. В ней реализованы такие новые принципы и решения, как параллельная обработка нескольких команд, сверхбыстрая регистровая память, расслоение и динамическое распределение оперативной памяти, многопрограммный режим работы, развитая система прерываний. БЭСМ-6 — суперЭВМ второго поколения.
В 1956 году коллектив И. С. Брука выделился из состава Энергетического института и образовал Лабораторию управляющих машин и систем (ЛУМС), ставшую в 1958 году Институтом электронных управляющих машин (ИНЭУМ).
Начиная с 1958 года, ведутся разработки управляющей ЭВМ «Днепр» (главный конструктор Б. Н. Малиновский, научный руководитель В. М. Глушков), а с 1961 года началось внедрение этих машин на заводах страны. Эти машины появились одновременно с управляющими машинами в США и выпускались целое десятилетие (обычно срок морального старения ЭВМ составляет пять-шесть лет).
В 1962 году по инициативе В. М. Глушкова создается институт кибернетики АН УССР, а в 1963 году — СКБ вычислительных машин. После «Днепра» главное направление работ коллектива под руководством Глушкова — создание интеллектуальных ЭВМ, упрощающих инженерные расчёты.

### Становление программирования в СССР

Информатика. Программа ЮНЕСКО в СССР. Марка СССР, 1986.

Начальной точкой возникновения отечественного программирования следует считать 1950 год, когда появился макет первой советской ЭВМ МЭСМ (и первой ЭВМ в континентальной Европе).
А. П. Ершов был одним из пионеров отечественного программирования и стал его лидером—учёным, влияние которого на становление и развитие отечественного программирования было значительным и определяющим.
Первой областью программирования были языки и системы программирования. Ершов был одним из основных разработчиков программирующей программы для БЭСМ —одного из первых отечественных трансляторов. Его идеи стали составляющими фундамента концепций языков и методов трансляции. Им были предложены такая языковая конструкция, как цикл, и такой метод, как функция расстановки (хеш-функция). Им была написана первая в мировой практике монография по трансляции, ставшая широко известной — русское издание 1958 год, английское издание 1959 г., китайское 1960 г. Ершов также был автором первого оптимизирующего транслятора с языков типа Алгол Альфа, первого кросстранслятора АЛГИБР, транслятора Альфа-6 для ЭВМ БЭСМ-6, многоязыковой транслирующей системы Бета.
М. Р. Шура-Бура руководил созданием базового программного обеспечения М-20, и был автор знаменитой в своё время системы ИС-2[уточнить]. Работы отдела М. Р. Шура-Бура по языкам и системам программирования были начаты ещё в 1950-х годах. Здесь использовалось операторное программирование на основе теории схем программ А. А. Ляпунова. В 1963 году под руководством М. Р. Шура-Бура был создан первый транслятор с языка АЛГОЛ−60 для М-20 и транслятор ТА-2 с полной версии языка АЛГОЛ−60. За ним последовали системы программирования для БЭСМ 6 и других ЭВМ. В 1980-х годах М. Р. Шура-Бура успешно решил проблему создания системного и прикладного программного обеспечения для космического челнока «Буран».
Б. Б. Тимофеев разрабатывал автоматическое обеспечение для систем управления производствами и технологическими процессами, информационные и технические средства.Его работы посвящены разработке новых средств вычислительной техники, в частности, специальных процессоров и накопителей на магнитно-стрикционных линиях задержки, разработке математических, информационных и технических средств автоматизированных систем управления промышленного назначения, радиотехники и кибернетики.
Д. А. Поспелов (60-е годы XX-го века) проводил исследования в области проблем теории и приложений многозначных логик, включая развитие полиномиальных представлений в многозначных логиках, разработку вероятностной логики. Затем, им (совместно с И. В. Ежковой) были рассмотрены нечёткие шкалы, построены теория нечётких квантификаторов и нечёткая частотная логика, позволяющая создавать модели рассуждений с нечёткой информацией, обоснован ряд интересных соображений о взаимосвязи нечётких оценок типа «размер — расстояние». Он внёс большой вклад в логический подход к развитию интеллектуальных систем, разработав псевдофизические логики — специальные логики для описания восприятия человеком процессов, протекающих в реальном мире.
Главное и общепризнанное достижение Д. А. Поспелова состоит в создании в конце 1960-х годов комплекса новых методов построения систем управления, в основе которых лежат семиотические модели представления объектов управления и описания процедур управления. Им был создан аппарат ярусно-параллельных форм, позволивший ставить и решать многие проблемы, связанные с организацией параллельных вычислений в вычислительных комплексах и сетях. На его основе в 70-е годы были решены такие проблемы, как синхронное и асинхронное распределение программ по машинам компьютерной системы, оптимальная сегментация программ, оптимизация информационных обменов.
В. К. Финн — специалист в области логики, интеллектуальных систем и приложений логических методов в интеллектуальных системах для наук о жизни (медицина, фармакология, биохимия) и наук о поведении (социология, социальная психология). Он предложил способ формализации многозначных логик, который использует два типа пропозициональных переменных (для булевских и небулевских значений). Финн разработал концепцию представления интеллектуальной деятельности посредством квазиаксиоматических (открытых) теорий, а также сформулировал новый класс многозначных логик, являющихся формализациями процедур аргументации. Основной идеей ДСМ-метода является синтез трех познавательных процедур — индукции, аналогии, абдукции, реализуемый посредством ДСМ-рассуждений в интеллектуальных системах.

## Развитие программного обеспечения

### Операционные системы
В 1964-м году компания Bell Labs, а также General Electric и исследователи из Массачусетского технологического института начали проект Multics OS. Из-за проблем с организацией интерфейса с пользователем проект был вскоре закрыт. Кен Томпсон и Брайан Керниган начали её усовершенствовать в 1969 году, а впоследствии назвали её похожим именем — UNICS. Через некоторое время название сократили до UNIX. Операционная система была написана на ассемблере. В ноябре 1971 года была опубликована первая редакция UNIX. Первая коммерческая версия UNIX SYSTEM III(основана на седьмой версии системы) опубликована в 1982 году.
Корпорация IВМ поручила Microsoft работу над операционной системой для новых моделей персональных компьютеров IВМ-РС. В конце 1981 года вышла первая версия новой операционной системы — PC DOS 1.0. Далее РС-DOS использовалась только в компьютерах IВМ, а Microsoft досталась её собственная модификация MS-DOS. В 1982-м одновременно появились РС-DOS и МS-DOS версии 1.1 с некоторыми добавленными и расширенными возможностями. Позже эти операционные системы объединили, и вплоть до шестой версии они мало чем отличались. Принципы заложенные в МS-DOS были позже использованы в дальнейших операционных системах компании Microsoft.
Первая версия Mac OS была опубликована в 1984 году вместе с первым персональным компьютером Macintosh компанией Apple. Соединив уже имеющиеся наработки и собственные идеи, программисты компании Apple создали Mac OS, первую графическую операционную систему. 24 марта 2000 года новый главный исполнительный директор Apple Стив Джобс представил Mac OS X 10.0, отличающуюся высокой стабильностью, что делает её непохожей на предшественницу, Mac OS 9.
Первая Windows, которая вышла в свет в 1982 году, отличалась от своих современников, во-первых, графическим интерфейсом (в тот момент такой был только у Mac OS), а также возможностью запускать одновременно несколько программ и переключаться между ними. В ноябре 1985 вышла Windows 1.0, далее были версии 2.0, 3.0, Windows NT 3.5, в которую на системном уровне была встроена поддержка локальной сети. 24 августа 1995 — дата официального релиза Windows 95. Чуть позже вышла новая Windows NT. Если Windows 95 был предназначен, скорее, для пользовательских компьютеров, то NT использовался больше в корпоративной среде. В 1998 году вышла Windows 98 со встроенным Internet Explorer 4.0 и Outlook, с возможностью устанавливать на рабочий стол веб-страницу (так называемый Active Desktop) и активные каналы, которые были предтечей современного RSS. На данный момент[когда?] наиболее распространёнными являются Windows XP, 7 и 8, а также 10.
Также набирают популярность мобильные операционные системы. Это операционные системы, которые работают на смартфонах, планшетах, КПК или других цифровых мобильных устройствах. Современные мобильные операционные системы сочетают в себе черты операционной системы персонального компьютера с такими особенностями, как сенсорный экран, сотовая связь, Bluetooth, Wi-Fi, GPS навигация, фотоаппарат, видеокамера, распознавание речи, диктофон, медиаплеер, NFC и ИК-порт.
Мобильные устройства с возможностями мобильной связи (например, смартфон) содержат две мобильные операционные системы. Программная платформа, которая доступна пользователю, дополняется второй низкоуровневой собственной операционной системой реального времени, с помощью которой работает радио и другое оборудование. Наиболее распространёнными мобильными операционными системами являются Android, Asha, Blackberry, iOS, Windows Phone, Firefox OS, Sailfish OS, Tizen, Ubuntu Touch OS.

## Развитие сетей
В 1792 году во Франции Клод Шапп создал систему передачи информации при помощи светового сигнала, которая получила название «Оптический телеграф». В простейшем виде это была цепь типовых строений, с расположенными на кровле шестами с подвижными поперечинами, которая создавалась в пределах видимости одно от другого.
Одна из первых попыток создать средство связи с использованием электричества относится ко второй половине XVIII века, когда Жорж-Луи Лесаж в 1774 году построил в Женеве электростатический телеграф. В 1798 году испанский изобретатель Франциско де Сальва создал собственную конструкцию электростатического телеграфа. Позднее, в 1809 году немецкий учёный Самуил Томас Земмеринг построил и испытал электрохимический телеграф.
Дальнейшим развитием телеграфа стал телефон. Александр Грэхам Белл организовал первые телефонные переговоры по телеграфным проводам 9 октября 1876. Трубка Белла служила по очереди и для передачи, и для приёма человеческой речи. Телефон, запатентованный в США 1876 году Александром Беллом, назывался «говорящий телеграф». Вызов абонента производился через трубку при помощи свистка. Дальность действия этой линии не превышала 500 метров.
История дальнейшего развития телефона включает в себя электрический микрофон, наконец, окончательно заменивший угольный, громкую связь, тоновый набор, цифровое сжатие звука. Новые технологии: IP-телефония, ISDN, DSL, сотовая связь, DECT.
В дальнейшем встала необходимость в сетях передачи данных (компьютерные сети) — системах связи между компьютерами или вычислительного оборудования. В 1957 году Министерство обороны США посчитало, что Американской армии на случай войны нужны надёжные системы связи и передачи информации. Пол Бэран, разработал проект распределённой сети. Она была названа ARPANET (англ. Advanced Research Projects Agency Network). В связи с тем, что на большие расстояния очень тяжело передать аналоговый сигнал без искажений, он предложил передавать цифровые данные пакетами.
В декабре 1969 была создана экспериментальная сеть, соединившая четыре узла:
- Калифорнийский университет в Лос-Анджелесе (UCLA)
- Калифорнийский университет в Санта-Барбаре (UCSB)
- Исследовательский университет Стэнфорда (SRI)
- Университет штата Юта

За несколько лет сеть постепенно охватила все Соединённые Штаты.
В 1965 году Дональд Дэвис, учёный из Национальной физической лаборатории Англии, предложил создать в Англии компьютерную сеть, основанную на коммутации пакетов. Идея не была поддержана, но к 1970 году ему удалось создать подобную сеть для удовлетворения нужд многодисциплинарной лаборатории и для доказательства работы этой технологии на практике. К 1976 году сеть объединяла уже 12 компьютеров и 75 терминальных устройств.
К 1971 году сотрудниками Массачусетского технологического института была разработана первая программа для отправки электронной почты по сети. Эта программа сразу стала очень популярна среди пользователей. В 1973 году к сети были подключены через трансатлантический телефонный кабель первые иностранные организации из Великобритании и Норвегии, и компьютерная сеть стала международной.
В 1983 году за сетью ARPANET закрепился термин «Интернет». В сентябре 1980 была опубликована спецификация Ethernet. 12 ноября 1990 — специалист по информатике Тим Бернерс-Ли опубликовал предложения по системе гипертекстовых диаграмм, дав ей название World Wide Web. В 1990-е годы Интернет объединил в себе большинство существовавших тогда сетей (хотя некоторые, как Фидонет, остались обособленными). Объединение выглядело привлекательным благодаря отсутствию единого руководства, а также благодаря открытости технических стандартов Интернета, что делало сети независимыми от бизнеса и конкретных компаний.